# Nastri d'argento 1959
La 14ª edizione dei Nastri d'argento si è svolta il 16 febbraio 1959 al Teatro Sistina di Roma.

## Vincitori e candidati
I vincitori sono indicati in grassetto, a seguire gli altri candidati.

### Regista del migliore film
- Pietro Germi - L'uomo di paglia
- Mario Monicelli - I soliti ignoti
- Francesco Rosi - La sfida

### Miglior soggetto originale
- Francesco Rosi e Suso Cecchi D'Amico - La sfida
- Agenore Incrocci e Furio Scarpelli - I soliti ignoti
- Alfredo Giannetti e Pietro Germi - L'uomo di paglia

### Miglior produttore
- Franco Cristaldi - La sfida, I soliti ignoti e L'uomo di paglia
- Goffredo Lombardo - La maja desnuda
- Dino De Laurentiis - La tempesta

### Migliore sceneggiatura
- Agenore Incrocci, Furio Scarpelli, Suso Cecchi D'Amico e Mario Monicelli - I soliti ignoti
- Francesco Rosi, Enzo Provenzale e Suso Cecchi D'Amico - La sfida
- Alberto Lattuada e Ivo Perilli - La tempesta

### Migliore attrice protagonista
- Giulietta Masina - Fortunella
- Carla Gravina - Amore e chiacchiere

### Migliore attore protagonista
- Vittorio Gassman - I soliti ignoti
- Alberto Sordi - Il marito
- Pietro Germi - L'uomo di paglia

### Migliore attrice non protagonista
- Dorian Gray - Mogli pericolose
- Franca Marzi - Fortunella

### Migliore attore non protagonista
- Nino Vingelli - La sfida
- Marcello Mastroianni - Racconti d'estate
- Memmo Carotenuto - I soliti ignoti

### Migliore musica
- Carlo Rustichelli - L'uomo di paglia
- Piero Umiliani - I soliti ignoti
- Roman Vlad - La sfida

### Migliore fotografia in bianco e nero
- Armando Nannuzzi - Giovani mariti
- Leonida Barboni - L'uomo di paglia
- Gianni Di Venanzo - La sfida

### Migliore fotografia a colori
- Pier Ludovico Pavoni - La muraglia cinese
- Giuseppe Rotunno - La maja desnuda
- Aldo Tonti - La tempesta

### Migliore scenografia
- non assegnato
- Mario Chiari - La tempesta
- Piero Filippone - La maja desnuda

### Miglior cortometraggio
- Paese d'America - regia di Gian Luigi Polidoro

### Regista del miglior film straniero
- Stanley Kubrick - Orizzonti di gloria (Paths of Glory)
- Carl Theodor Dreyer - Dies irae (Vredens dag)
- Kon Ichikawa - L'arpa birmana (Biruma no tategoto)